# Quinto Sulpício Camerino Cornuto
Quinto Sulpício Camerino Cornuto (em latim: Quintus Sulpicius Camerinus Cornutus) foi um político da gente Sulpícia nos primeiros anos da República Romana e serviu como cônsul em 490 a.C.

## Família
Era membro do ramo dos "Sulpícios Camerinos" da gente Sulpícia. Ele pode ter sido filho de Sérvio Sulpício Camerino Cornuto, cônsul em 500 a.C., e era pai de Sérvio Sulpício Camerino Cornuto, cônsul em 461 a.C. e decênviro em 451 a.C.

## História
Sulpício tornou-se cônsul em 490 a.C. juntamente com Espúrio Lárcio. Lívio, em sua "História Romana", não o cita. 
Dionísio cita o episódio de Latínio no mesmo ano. Segundo a lenda, Júpiter, tendo aparecido diversas vezes em sonho para Tito Latínio, um simples plebeu, para que não protestasse durante os Ludi Romani. Durante os jogos, um chefe de família atravessou o Circo Flamínio antes da entrada da procissão para supliciar um de seus escravos. Estes prenúncios foram inicialmente ignorados por Latínio, que incorreu na fúria de Júpiter e provocou-lhe uma paralisia e a morte de seu filho. A paralisia foi milagrosamente curada quando Tito decidiu finalmente avisar os cônsules. Segundo Lívio, o evento aconteceu no ano anterior.
Em 488 a.C., Cornuto foi um dos emissários enviados como embaixadores aos volscos durante o cerco de Coriolano.